# Amyna latipennis
Amyna latipennis là một loài bướm đêm trong họ Noctuidae.